# Progrés del Pirineu
Progrés del Pirineu (abreujat P.PIRINEU, PDP i PPP) fou un partit polític català d'àmbit comarcal originàri de l'Alt Urgell, tot i que també va tindre presència a la Cerdanya i al Pallars Sobirà. El partit fou creat a l'abril de 1987 per tal de participar en les eleccions municipals d'aquell any. El seu principal lider fou Joan Ganyet i Solé, alcalde de la Seu d'Urgell entre els anys 1983 i 2003 i Diputat al Parlament de Catalunya i Senador d'Espanya pel PSC.
Des de l'any 1999, el Partit dels Socialistes de Catalunya (PSC) començà a fer servir a l'Alt Urgell el nom de Partit del Progrés del Pirineu juntament amb les sigles del PSC-PM.

## Resultats electorals

### Consell Comarcal de l'Alt Urgell
| Any  | Vots  | %    | Consellers | +/- |
| ---- | ----- | ---- | ---------- | --- |
| 1987 | 601   | 6,51 | 3 / 19     | Nou |
| 1991 | 625   | 6,71 | 3 / 19     | =   |
| 1995 | 1.025 | 9,42 | 3 / 19     | =   |

### Consell Comarcal de la Cerdanya
| Any  | Vots | %    | Consellers | +/- |
| ---- | ---- | ---- | ---------- | --- |
| 1987 | 256  | 3,74 | 0 / 19     | Nou |
| 1991 | 555  | 8,03 | 2 / 19     | 2   |
| 1995 | 174  | 2,30 | 0 / 19     | 2   |

### Corporacions municipals
Resultats electorals del partit a la província de Lleida.
| Any  | Vots  | %    | Regidors | +/-        |
| ---- | ----- | ---- | -------- | ---------- |
| 1987 | 803   | 0,44 | 21       | Nou        |
| 1991 | 961   | 0,53 | 30       | Augment    |
| 1995 | 1.061 | 0,53 | 17       | Disminució |